# یلو آستر بوت
یلو آستر بوت (به انگلیسی: Yellow Aster Butte) یک کوه در ایالات متحده آمریکا است که در شهرستان واتکام، واشینگتن واقع شده‌است. یلو آستر بوت ۱٬۹۰۲٫۲۸ متر بالاتر از سطح دریا واقع شده‌است.